# AKB48 41stシングル 選抜総選挙
『AKB48 41stシングル 選抜総選挙 〜順位予想不可能、大荒れの一夜〜』（エーケービーフォーティーエイト フォーティーファーストシングルせんばつそうせんきょ じゅんいよそうふかのう おおあれのいちや、別名：第7回AKB48選抜総選挙）とは、AKB48の41枚目のCDシングルに参加する選抜メンバーをファンによる投票で決定するイベントである。この選挙の上位16位までのメンバーが2015年8月26日発売の41stシングル「ハロウィン・ナイト」選抜メンバーとなった。

## 概要

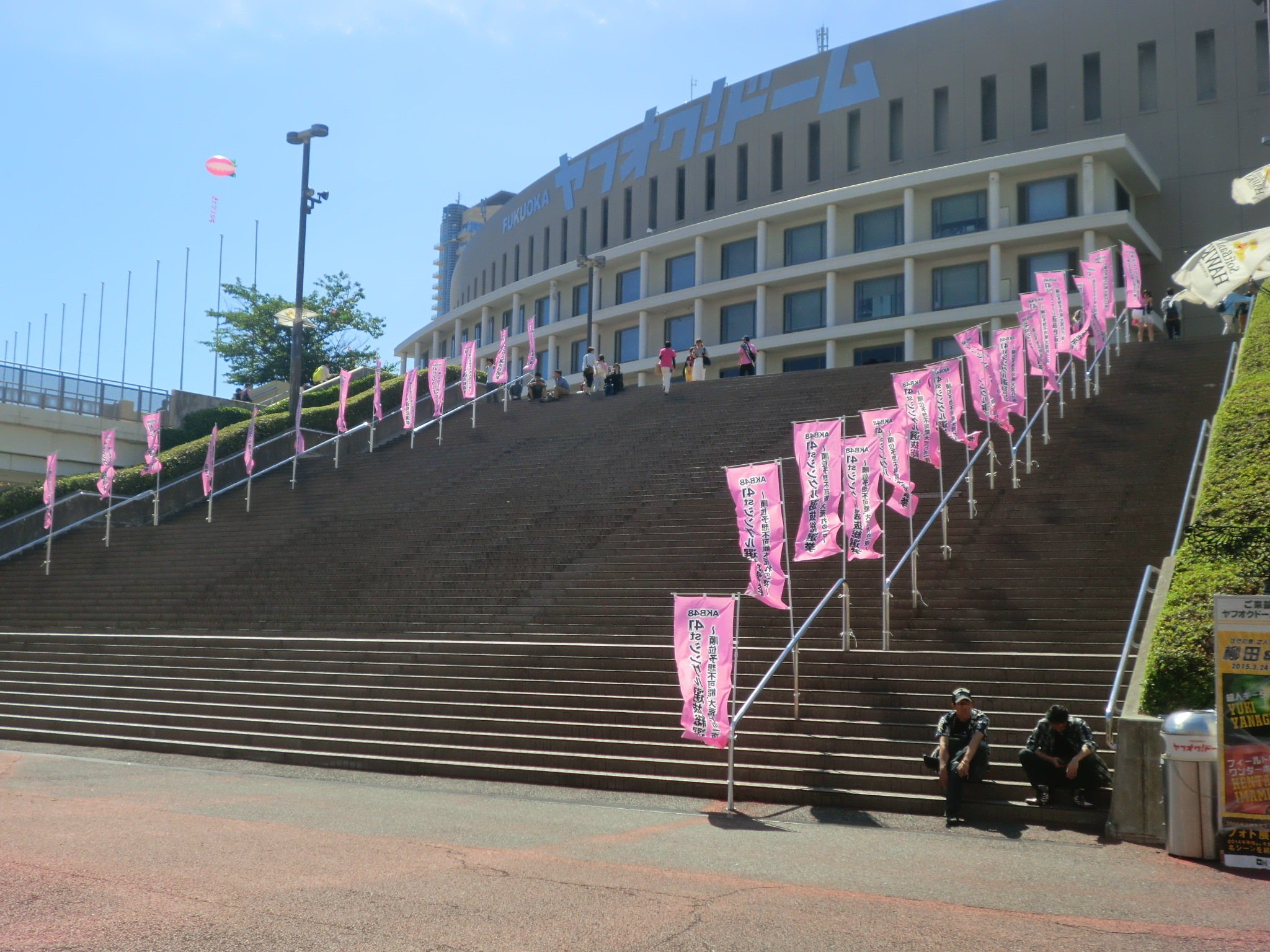
総選挙開票イベントが開催された福岡 ヤフオク!ドーム

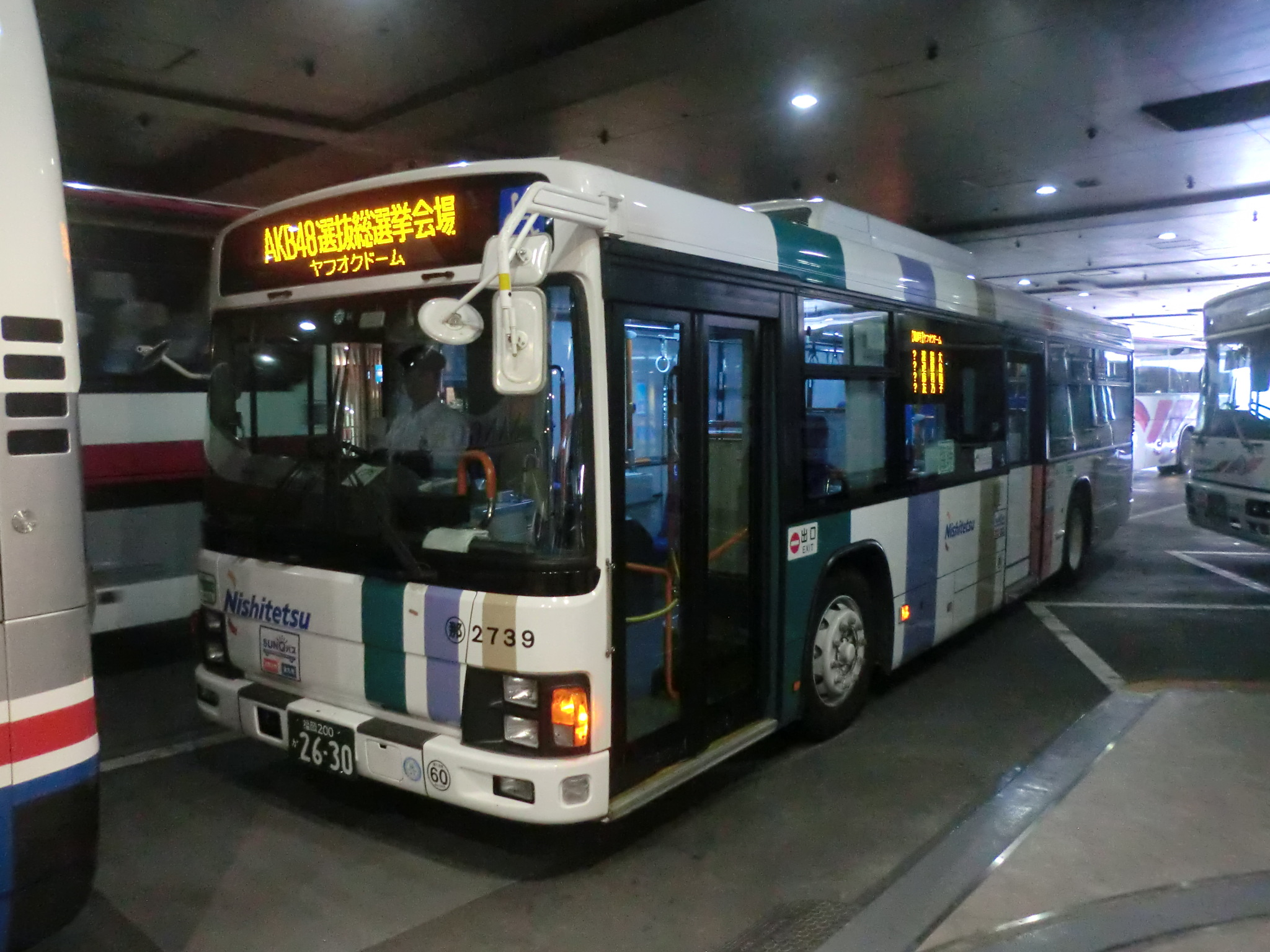
西鉄バスは開票イベントに際して福岡 ヤフオク!ドーム行臨時バスを運行した。
（西鉄天神高速バスターミナル）

選挙の実施は、2015年3月20日に公式ブログ・AKB48オフィシャルサイトで発表された。
今回の総選挙では、前回同様に立候補制を採用しているが、前回とは異なり2015年3月20日時点で日本国内のAKB48グループに在籍していれば、卒業を発表していても立候補可能となっている。
投票期間は、2015年5月19日10時00分00秒（JST）から同年6月5日14時59分59秒（JST）までである。
最終結果が発表される開票イベントは、2015年6月6日に福岡 ヤフオク!ドームで実施された。会場は、前回のAKB48 37thシングル 選抜総選挙開票イベント当日が荒天であったような天候の不安や夜間の騒音問題の懸念から屋内施設での実施を検討し、5万人収容可能な日本全国の大会場のスケジュールを確認し調整をした結果として選ばれた。また指原莉乃は、裏事情として「興行チームの段取りミスで東京の会場が確保できなかったため」とも語っている。福岡市での開催ということで「HKT48が優位に立つだろう」とも報じられていたが、指原莉乃が1位に返り咲いた。なお、開票イベントが関東地方以外で開催されるのは初めてである。
会場のヤフオク!ドームへは、西鉄バスが天神・博多駅から臨時バスを運行したが、行先表示器には総選挙特別仕様の表示を実施した。
前回に引き続き、『AKB48×LINE』のコラボレーションプロジェクトとして、今回の総選挙の選抜メンバー上位16人のLINEスタンプが作成された。前回はスタンプのみだったが、今回は録り下ろしボイス入りで発売された。
会場での司会者は徳光和夫と木佐彩子である。

## テレビ中継
開票イベントの模様は、フジテレビ系列において『AKB48総選挙SP 2015』として、18時30分から21時54分まで生放送された。第1部（18時30分 - 19時00分）はローカルセールス枠、第2部（19時00分 - 20時55分）・第3部（20時55分 - 21時54分）はネットワークセールス枠。司会は宮根誠司と加藤綾子（フジテレビアナウンサー）が担当するほか、立会人兼ゲストに小嶋陽菜（立候補辞退）・後藤輝基（フットボールアワー）・坂上忍・テリー伊藤・陣内智則・三田寛子・山村紅葉の7人が出演した。番組連動データ放送では選抜メンバーに選ばれた16名を対象に、スピーチで感銘を受けたら拍手ボタンを押す「スピーチ総選挙」を実施した。なお、視聴率であるが、関東地区（フジテレビ）では第1部7.5%・第2部10.8%・第3部18.8%を記録し（いずれもビデオリサーチ調べ、関東地区・世帯・リアルタイム）、開票イベントが行われた北部九州地区（テレビ西日本）では第3部で20.3%を記録した（ビデオリサーチ調べ、北部九州地区・世帯・リアルタイム）。
また開票イベント当日の昼間帯に、フジテレビ・岡山放送・テレビ西日本にて事前番組『AKB48総選挙2015直前SP〜ひとりで立つこの場所はひとりでは立てなかった〜』を放送した。
BSスカパー!では、15時00分（イベントそのものの「第1部」のコンサート開始時点）から19時00分まで放送。

## 投票有資格者
以下のいずれにかに該当する者に投票権がある。
- 40thシングル「僕たちは戦わない」初回限定盤・通常盤・劇場盤購入者
- AKB48ファンクラブサイト「二本柱の会」会員
- 以下の各グループ公式携帯サイト会員
  - AKB48 Mobile
  - SKE48 Mobile
  - NMB48 Mobile
  - HKT48 Mobile
- AKB48公式スマートフォンアプリ会員
- AKB48 OFFICIAL NET会員
- DMM.comが提供する以下の月額見放題サービス会員
  - 「AKB48 LIVE!! ON DEMAND」
  - 「SKE48 LIVE!! ON DEMAND」
  - 「NMB48 LIVE!! ON DEMAND」
  - 「HKT48 LIVE!! ON DEMAND」

## 被選挙権者
以下の条件のいずれかを満たすメンバーが、所定の用紙に記入し、各劇場の選挙実行委員会に提出することで立候補したことになり、被選挙権者となる。
- AKB48・SKE48・NMB48・HKT48に2015年3月20日時点で在籍しているメンバー
- 海外グループに専任移籍の元AKB48メンバー（仲川遥香・近野莉菜）

### 立候補者
- 立候補期間：2015年3月25日16時00分 - 3月29日22時00分[2]
- 立候補者数：272名

本節以下における所属チームは、2015年3月26日発表された新チーム体制。立候補受付期間中にAKB48「春の人事異動」が発表されたため、投票受付開始時には、新チーム体制ならびに各グループにおける人事に基づいて政見動画・ポスターなどが制作されている。各チームの候補者数は兼任メンバーの重複を含む。☆は前回立候補しなかったメンバー（初めて立候補する権利が与えられたメンバーを除く）。

#### AKB48
- チームA（20名）
  - 岩田華怜、大家志津香、大和田南那、小笠原茉由、小嶋菜月、佐々木優佳里、島崎遥香、白間美瑠（NMB48チームM兼任）、高橋みなみ[注釈 3]、田北香世子、谷口めぐ、中西智代梨、中村麻里子、西山怜那、平田梨奈、前田亜美、宮崎美穂、宮脇咲良（HKT48チームKIV兼任）、山田菜々美（チーム8兼任）、横山由依
- チームK（20名）
  - 相笠萌、石田晴香、市川愛美、兒玉遥（HKT48チームH兼任）、篠崎彩奈、島田晴香、下口ひなな、鈴木まりや（SNH48チームSII兼任）、高城亜樹、田野優花、永尾まりや、中野郁海（チーム8兼任）、藤田奈那、松井珠理奈（SKE48チームS兼任）、峯岸みなみ、向井地美音、武藤十夢、茂木忍、山本彩（NMB48チームN兼任）、湯本亜美
- チームB（18名）
  - 岩佐美咲、内山奈月、梅田綾乃、大島涼花、柏木由紀（NGT48兼任）、加藤玲奈、木﨑ゆりあ、後藤萌咲、小林香菜、小林茉里奈[注釈 4]、坂口渚沙（チーム8兼任）、達家真姫宝、橋本耀、福岡聖菜、矢吹奈子（HKT48チームH兼任）、横島亜衿、渡辺麻友、渡辺美優紀（NMB48チームBII兼任）
- チーム4（20名）
  - 飯野雅、伊豆田莉奈、岩立沙穂、大川莉央、大森美優、岡田彩花、岡田奈々、川本紗矢、北川綾巴（SKE48チームS兼任）、北澤早紀、小嶋真子、込山榛香、佐藤妃星、渋谷凪咲（NMB48チームBII兼任）、高橋朱里、土保瑞希、朝長美桜（HKT48チームKIV兼任）、名取稚菜、西野未姫、野澤玲奈
- チーム8（46名）
  - 坂口渚沙（チームB兼任）、横山結衣、谷川聖、佐藤七海、早坂つむぎ、佐藤朱、舞木香純、岡部麟、本田仁美、清水麻璃亜、髙橋彩音、吉川七瀬、小栗有以、小田えりな、佐藤栞、左伴彩佳、藤村菜月、横道侑里、服部有菜、山本亜依、橋本陽菜、北玲名、長久玲奈、近藤萌恵里、永野芹佳、太田奈緒、山田菜々美（チームA兼任）、山本瑠香、大西桃香、濵咲友菜、中野郁海（チームK兼任）、阿部芽唯、人見古都音、谷優里、下尾みう、濵松里緒菜、行天優莉奈、高岡薫、廣瀬なつき、福地礼奈、岩﨑萌花、倉野尾成美、吉野未優、谷口もか、下青木香鈴、宮里莉羅

#### SKE48
- チームS（15名）
  - 東李苑、犬塚あさな、大矢真那、北川綾巴（AKB48チーム4兼任）、☆後藤理沙子、竹内舞、野口由芽、二村春香、松井珠理奈（AKB48チームK兼任）、松本慈子、宮澤佐江（SNH48チームSII兼任）、宮前杏実、矢方美紀、山内鈴蘭、山田樹奈
- チームKII（17名）
  - 青木詩織、荒井優希、石田安奈、内山命、江籠裕奈、大場美奈、北野瑠華、神門沙樹、惣田紗莉渚、高木由麻奈、☆髙塚夏生、高柳明音、竹内彩姫、日高優月、古畑奈和、松村香織、山下ゆかり
- チームE（17名）
  - 磯原杏華、井田玲音名、市野成美、梅本まどか、☆加藤るみ、鎌田菜月、木本花音、熊崎晴香、小石公美子、斉藤真木子、酒井萌衣、佐藤すみれ、柴田阿弥、須田亜香里、髙寺沙菜、谷真理佳、福士奈央
- 研究生（15名）
  - 相川暖花、浅井裕華、太田彩夏、小畑優奈、片岡成美、川崎成美、後藤楽々、末永桜花、杉山愛佳、髙畑結希、辻のぞみ、野島樺乃、町音葉、村井純奈、和田愛菜

#### NMB48
- チームN（16名）
  - 明石奈津子、石田優美、太田夢莉、加藤夕夏、岸野里香、古賀成美、小谷里歩、城恵理子、上西恵、須藤凜々花、西澤瑠莉奈、西村愛華、山尾梨奈、山口夕輝、山本彩（AKB48チームK兼任）、吉田朱里
- チームM（18名）
  - 東由樹、石塚朱莉、植村梓、鵜野みずき、沖田彩華、川上礼奈、久代梨奈、近藤里奈、白間美瑠（AKB48チームA兼任）、武井紗良、谷川愛梨、中野麗来、藤江れいな、松村芽久未、三田麻央、村瀬紗英、森田彩花、矢倉楓子
- チームBII（17名）
  - 井尻晏菜、磯佳奈江、市川美織、植田碧麗、梅田彩佳、大段舞依、門脇佳奈子、川上千尋、木下春奈、日下このみ、黒川葉月、渋谷凪咲（AKB48チーム4兼任）、内木志、林萌々香、松岡知穂、薮下柊、渡辺美優紀（AKB48チームB兼任）

#### HKT48
- チームH（20名）
  - 秋吉優花、穴井千尋、井上由莉耶、宇井真白、上野遥、梅本泉、岡本尚子、神志那結衣、兒玉遥（AKB48チームK兼任）、駒田京伽、坂口理子、指原莉乃、田島芽瑠、田中菜津美、田中美久、松岡菜摘、矢吹奈子（AKB48チームB兼任）、山田麻莉奈、山本茉央、若田部遥
- チームKIV（18名）
  - 伊藤来笑、今田美奈、岩花詩乃、植木南央、多田愛佳、岡田栞奈、熊沢世莉奈、後藤泉、下野由貴、田中優香、冨吉明日香、朝長美桜（AKB48チーム4兼任）、深川舞子、渕上舞、宮脇咲良（AKB48チームA兼任）、村重杏奈、本村碧唯、森保まどか
- 研究生（7名）
  - 荒巻美咲、栗原紗英、坂本愛玲菜、筒井莉子、外薗葉月、山内祐奈、山下エミリー

#### SNH48
- チームSII（2名）
  - 鈴木まりや（AKB48チームK兼任）、宮澤佐江（SKE48チームS兼任）

#### NGT48
- （2名）
  - 柏木由紀（AKB48チームB兼任）、北原里英

### 不参加
- 不参加者数：21名[注釈 5]

今回の総選挙では、前回の総選挙で選抜に入ったメンバーの立候補辞退が相次いだ。
かっこ内は前回の総選挙で選抜入りしたメンバーの順位。★は立候補締切日以降、開票日当日までにAKB48グループから卒業した、または卒業発表をしたメンバー（時期未定も含む）。

#### AKB48
- チームA（2名）
  - 入山杏奈（前回20位）、小嶋陽菜（前回8位）
- チームK（3名）
  - 阿部マリア、中田ちさと、★松井咲子[注釈 6]
- チームB（4名）
  - 内田眞由美[注釈 7]、倉持明日香（前回52位）、竹内美宥、田名部生来（前回71位）
- チーム4（2名）
  - 前田美月、村山彩希

#### SKE48
- チームS（1名）
  - 都築里佳
- チームE（1名）
  - 松井玲奈（前回5位）

#### NMB48
- チームN（2名）
  - ★河野早紀、★室加奈子
- チームM（2名）
  - 木下百花[注釈 8]、★高野祐衣
- チームBII（2名）
  - 上枝恵美加[注釈 9]、照井穂乃佳

#### JKT48
- チームJ（1名）
  - 仲川遥香
- チームKIII（1名）
  - 近野莉菜[注釈 8]

#### 開催発表日時点で卒業発表をしていたメンバー
- 村上文香（元NMB48チームM） - 2015年3月22日卒業。
- 佐藤実絵子（元SKE48チームS） - 2015年3月31日卒業。
- 中西優香（元SKE48チームS） - 同上
- 古川愛李（元SKE48チームKII、前回37位）- 同上
- 小林亜実（元SKE48チームE、前回77位） - 同上
- 荻野利沙（元SKE48研究生） - 同上
- 山岸奈津美（元NMB48チームN） - 同上
- 三浦亜莉沙（元NMB48チームM） - 同上
- 山田菜々（元NMB48チームM[注釈 10]） （前回29位）- 2015年4月3日卒業。
- 阿比留李帆（元SKE48チームKII、前回74位） - 2015年4月30日卒業。
- 鈴木紫帆里（元AKB48チームK） - 2015年5月30日卒業。
- 森川彩香（元AKB48チームA） - 同上

#### 開催発表日以降、立候補締切日までに卒業・兼任解除発表をしたメンバー
- 草場愛（元HKT48チームKIV） - 2015年4月30日卒業。
- 生駒里奈（乃木坂46・元AKB48チームB、前回14位） - 2015年5月14日をもってAKB48との兼任解除。
- 川栄李奈（元AKB48チームA、前回16位） - 2015年8月4日卒業。

## 当選枠
前回同様80人。1 - 16位の16人が表題曲の選抜メンバーとなる。17 - 32位の16人はアンダーガールズ、33 - 48位の16人がネクストガールズ、49 - 64位の16人がフューチャーガールズ、65 - 80位のアップカミングガールズとしてそれぞれの楽曲に参加する。

## 結果
投票総数は、328万7736票と前年から59万8309票増加し、過去最多の総投票数だった。シングル曲選抜の各グループ内訳人数は、AKB48が6名、SKE48が4名、NMB48が2名、HKT48が2名、NGT48が1名、SNH48が1名となった。全体では、AKB48の23名を上回る26名がSKE48から当選したことで、SKE48の議席数が初めてAKB48の議席数を上回った。全体の内訳は、AKB48から23名、SKE48から26名、NMB48から14名、HKT48から15名、NGT48から1名、SNH48から1名が当選した。1位の指原莉乃の獲得票数19万4049票は、渡辺麻友が前回記録した15万9854票を上回り、選抜総選挙史上で最多得票数となった。
※NGT48は開票時点でチームが存在していないため「NGT」と示す。
| 順位                                                         | 氏名                                   | 所属                                   | 得票数                                 | 速報                                   | 速報                                   | 前回 順位                              | 過去 最高 順位                         |
| 順位                                                         | 氏名                                   | 所属                                   | 得票数                                 | 得票                                   | 順位                                   | 前回 順位                              | 過去 最高 順位                         |
| 41stシングル 選抜メンバー（1位〜16位）                       | 41stシングル 選抜メンバー（1位〜16位） | 41stシングル 選抜メンバー（1位〜16位） | 41stシングル 選抜メンバー（1位〜16位） | 41stシングル 選抜メンバー（1位〜16位） | 41stシングル 選抜メンバー（1位〜16位） | 41stシングル 選抜メンバー（1位〜16位） | 41stシングル 選抜メンバー（1位〜16位） |
| ------------------------------------------------------------ | -------------------------------------- | -------------------------------------- | -------------------------------------- | -------------------------------------- | -------------------------------------- | -------------------------------------- | -------------------------------------- |
| 01位                                                         | 指原莉乃                               | H                                      | 194,049票                              | 38,151票                               | 01位                                   | 02位                                   | 01位                                   |
| 02位                                                         | 柏木由紀                               | B/NGT                                  | 167,183票                              | 33,426票                               | 02位                                   | 03位                                   | 03位                                   |
| 03位                                                         | 渡辺麻友                               | B                                      | 165,789票                              | 29,924票                               | 03位                                   | 01位                                   | 01位                                   |
| 04位                                                         | 高橋みなみ                             | A                                      | 137,252票                              | 21,900票                               | 06位                                   | 09位                                   | 05位                                   |
| 05位                                                         | 松井珠理奈                             | S/K                                    | 105,289票                              | 26,901票                               | 04位                                   | 04位                                   | 04位                                   |
| 06位                                                         | 山本彩                                 | N/K                                    | 97,866票                               | 22,532票                               | 05位                                   | 06位                                   | 06位                                   |
| 07位                                                         | 宮脇咲良                               | KIV/A                                  | 81,422票                               | 13,169票                               | 12位                                   | 11位                                   | 11位                                   |
| 08位                                                         | 宮澤佐江                               | SII/S                                  | 75,495票                               | 12,225票                               | 13位                                   | 12位                                   | 09位                                   |
| 09位                                                         | 島崎遥香                               | A                                      | 73,803票                               | 17,921票                               | 07位                                   | 07位                                   | 07位                                   |
| 10位                                                         | 横山由依                               | A                                      | 63,414票                               | 8,667票                                | 20位                                   | 13位                                   | 13位                                   |
| 11位                                                         | 北原里英                               | NGT                                    | 61,566票                               | 14,476票                               | 10位                                   | 19位                                   | 13位                                   |
| 12位                                                         | 渡辺美優紀                             | BII/B                                  | 55,715票                               | 10,090票                               | 18位                                   | 18位                                   | 15位                                   |
| 13位                                                         | 松村香織                               | KII                                    | 53,667票                               | 11,746票                               | 14位                                   | 17位                                   | 17位                                   |
| 14位                                                         | 高柳明音                               | KII                                    | 52,609票                               | 11,382票                               | 16位                                   | 31位                                   | 23位                                   |
| 15位                                                         | 柴田阿弥                               | E                                      | 49,199票                               | 15,667票                               | 09位                                   | 15位                                   | 15位                                   |
| 16位                                                         | 武藤十夢                               | K                                      | 44,637票                               | 6,652票                                | 36位                                   | 24位                                   | 24位                                   |
| アンダーガールズ（17位〜32位）                               |                                        |                                        |                                        |                                        |                                        |                                        |                                        |
| 17位                                                         | 兒玉遥                                 | H/K                                    | 43,985票                               | 15,722票                               | 08位                                   | 21位                                   | 21位                                   |
| 18位                                                         | 須田亜香里                             | E                                      | 43,665票                               | 6,866票                                | 32位                                   | 10位                                   | 10位                                   |
| 19位                                                         | 峯岸みなみ                             | K                                      | 35,506票                               | 4,719票                                | 60位                                   | 22位                                   | 14位                                   |
| 20位                                                         | 大矢真那                               | S                                      | 30,021票                               | 4,624票                                | 61位                                   | 30位                                   | 24位                                   |
| 21位                                                         | 朝長美桜                               | KIV/4                                  | 28,197票                               | 7,069票                                | 30位                                   | 27位                                   | 27位                                   |
| 22位                                                         | 木﨑ゆりあ                             | B                                      | 26,994票                               | 4,904票                                | 57位                                   | 23位                                   | 22位                                   |
| 23位                                                         | 谷真理佳                               | E                                      | 26,051票                               | 14,324票                               | 11位                                   | 圏外                                   | -                                      |
| 24位                                                         | 古畑奈和                               | KII                                    | 25,650票                               | 8,540票                                | 22位                                   | 55位                                   | 55位                                   |
| 25位                                                         | 高橋朱里                               | 4                                      | 25,421票                               | 8,377票                                | 23位                                   | 28位                                   | 28位                                   |
| 26位                                                         | 小嶋真子                               | 4                                      | 25,117票                               | 圏外                                   | 圏外                                   | 36位                                   | 36位                                   |
| 27位                                                         | 大場美奈                               | KII                                    | 24,708票                               | 圏外                                   | 圏外                                   | 56位                                   | 35位                                   |
| 28位                                                         | 加藤玲奈                               | B                                      | 24,569票                               | 8,182票                                | 25位                                   | 32位                                   | 32位                                   |
| 29位                                                         | 岡田奈々                               | 4                                      | 23,237票                               | 8,130票                                | 26位                                   | 51位                                   | 51位                                   |
| 30位                                                         | 高城亜樹                               | K                                      | 22,502票                               | 3,886票                                | 76位                                   | 26位                                   | 12位                                   |
| 31位                                                         | 渕上舞                                 | KIV                                    | 22,487票                               | 11,637票                               | 15位                                   | 圏外                                   | -                                      |
| 32位                                                         | 田島芽瑠                               | H                                      | 22,191票                               | 7,698票                                | 27位                                   | 38位                                   | 38位                                   |
| ネクストガールズ（33位〜48位）                               |                                        |                                        |                                        |                                        |                                        |                                        |                                        |
| 33位                                                         | 穴井千尋                               | H                                      | 22,146票                               | 圏外                                   | 圏外                                   | 39位                                   | 39位                                   |
| 34位                                                         | 白間美瑠                               | M/A                                    | 21,577票                               | 圏外                                   | 圏外                                   | 43位                                   | 43位                                   |
| 35位                                                         | 藤江れいな                             | M                                      | 21,388票                               | 圏外                                   | 圏外                                   | 33位                                   | 32位                                   |
| 36位                                                         | 上西恵                                 | N                                      | 21,135票                               | 6,742票                                | 34位                                   | 58位                                   | 40位                                   |
| 37位                                                         | 坂口理子                               | H                                      | 20,936票                               | 10,516票                               | 17位                                   | 60位                                   | 60位                                   |
| 38位                                                         | 二村春香                               | S                                      | 20,590票                               | 10,054票                               | 19位                                   | 34位                                   | 34位                                   |
| 39位                                                         | 内山奈月                               | B                                      | 20,437票                               | 4,520票                                | 64位                                   | 63位                                   | 63位                                   |
| 40位                                                         | 矢倉楓子                               | M                                      | 20,354票                               | 4,565票                                | 62位                                   | 41位                                   | 41位                                   |
| 41位                                                         | 多田愛佳                               | KIV                                    | 19,921票                               | 圏外                                   | 圏外                                   | 42位                                   | 20位                                   |
| 42位                                                         | 岡田栞奈                               | KIV                                    | 19,739票                               | 6,325票                                | 40位                                   | 圏外                                   | -                                      |
| 43位                                                         | 森保まどか                             | KIV                                    | 19,401票                               | 8,313票                                | 24位                                   | 25位                                   | 25位                                   |
| 44位                                                         | 向井地美音                             | K                                      | 18,392票                               | 4,944票                                | 54位                                   | 圏外                                   | -                                      |
| 45位                                                         | 宮前杏実                               | S                                      | 18,245票                               | 4,244票                                | 68位                                   | 圏外                                   | -                                      |
| 46位                                                         | 神志那結衣                             | H                                      | 18,085票                               | 7,136票                                | 29位                                   | 圏外                                   | -                                      |
| 47位                                                         | 田野優花                               | K                                      | 18,048票                               | 6,201票                                | 41位                                   | 45位                                   | 38位                                   |
| 48位                                                         | 木本花音                               | E                                      | 18,021票                               | 7,051票                                | 31位                                   | 50位                                   | 31位                                   |
| フューチャーガールズ（49位〜64位）                           |                                        |                                        |                                        |                                        |                                        |                                        |                                        |
| 49位                                                         | 佐藤すみれ                             | E                                      | 17,579票                               | 圏外                                   | 圏外                                   | 圏外                                   | 31位                                   |
| 50位                                                         | 佐々木優佳里                           | A                                      | 17,466票                               | 5,264票                                | 50位                                   | 47位                                   | 47位                                   |
| 51位                                                         | 松岡菜摘                               | H                                      | 17,387票                               | 4,895票                                | 58位                                   | 64位                                   | 64位                                   |
| 52位                                                         | 後藤理沙子                             | S                                      | 17,330票                               | 7,566票                                | 28位                                   | 不参加                                 | -                                      |
| 53位                                                         | 磯原杏華                               | E                                      | 17,278票                               | 5,467票                                | 47位                                   | 44位                                   | 44位                                   |
| 54位                                                         | 小谷里歩                               | N                                      | 17,132票                               | 圏外                                   | 圏外                                   | 61位                                   | 61位                                   |
| 55位                                                         | 惣田紗莉渚                             | KII                                    | 17,071票                               | 4,121票                                | 72位                                   | 圏外                                   | -                                      |
| 56位                                                         | 梅田彩佳                               | BII                                    | 17,019票                               | 圏外                                   | 圏外                                   | 35位                                   | 16位                                   |
| 57位                                                         | 茂木忍                                 | K                                      | 16,867票                               | 6,709票                                | 35位                                   | 圏外                                   | -                                      |
| 58位                                                         | 渋谷凪咲                               | BII/4                                  | 16,386票                               | 3,906票                                | 75位                                   | 圏外                                   | -                                      |
| 59位                                                         | 加藤夕夏                               | N                                      | 15,729票                               | 6,515票                                | 39位                                   | 圏外                                   | -                                      |
| 60位                                                         | 薮下柊                                 | BII                                    | 15,666票                               | 4,540票                                | 63位                                   | 59位                                   | 49位                                   |
| 61位                                                         | 東李苑                                 | S                                      | 15,539票                               | 5,615票                                | 45位                                   | 圏外                                   | -                                      |
| 62位                                                         | 加藤るみ                               | E                                      | 15,474票                               | 5,610票                                | 46位                                   | 不参加                                 | -                                      |
| 63位                                                         | 山内鈴蘭                               | S                                      | 15,157票                               | 圏外                                   | 圏外                                   | 69位                                   | 36位                                   |
| 64位                                                         | 吉田朱里                               | N                                      | 14,933票                               | 圏外                                   | 圏外                                   | 72位                                   | 50位                                   |
| アップカミングガールズ（65位〜80位）                         |                                        |                                        |                                        |                                        |                                        |                                        |                                        |
| 65位                                                         | 斉藤真木子                             | E                                      | 14,916票                               | 4,226票                                | 69位                                   | 75位                                   | 42位                                   |
| 66位                                                         | 北川綾巴                               | S/4                                    | 14,674票                               | 4,003票                                | 73位                                   | 圏外                                   | -                                      |
| 67位                                                         | 大森美優                               | 4                                      | 14,669票                               | 8,655票                                | 21位                                   | 圏外                                   | -                                      |
| 68位                                                         | 梅本まどか                             | E                                      | 14,605票                               | 5,255票                                | 51位                                   | 68位                                   | 39位                                   |
| 69位                                                         | 永尾まりや                             | K                                      | 14,585票                               | 圏外                                   | 圏外                                   | 65位                                   | 35位                                   |
| 70位                                                         | 鎌田菜月                               | E                                      | 14,545票                               | 6,757票                                | 33位                                   | 圏外                                   | -                                      |
| 71位                                                         | 石田晴香                               | K                                      | 14,319票                               | 圏外                                   | 圏外                                   | 57位                                   | 27位                                   |
| 72位                                                         | 植木南央                               | KIV                                    | 13,961票                               | 圏外                                   | 圏外                                   | 圏外                                   | -                                      |
| 73位                                                         | 熊崎晴香                               | E                                      | 13,777票                               | 4,972票                                | 53位                                   | 圏外                                   | -                                      |
| 74位                                                         | 谷川愛梨                               | M                                      | 13,744票                               | 圏外                                   | 圏外                                   | 圏外                                   | -                                      |
| 75位                                                         | 大和田南那                             | A                                      | 13,685票                               | 4,376票                                | 65位                                   | 圏外                                   | -                                      |
| 76位                                                         | 竹内舞                                 | S                                      | 13,539票                               | 圏外                                   | 圏外                                   | 圏外                                   | -                                      |
| 77位                                                         | 石田安奈                               | KII                                    | 13,269票                               | 6,573票                                | 38位                                   | 圏外                                   | -                                      |
| 78位                                                         | 篠崎彩奈                               | K                                      | 13,170票                               | 6,018票                                | 43位                                   | 圏外                                   | -                                      |
| 79位                                                         | 市川美織                               | BII                                    | 13,165票                               | 圏外                                   | 圏外                                   | 53位                                   | 39位                                   |
| 80位                                                         | 本村碧唯                               | KIV                                    | 13,116票                               | 圏外                                   | 圏外                                   | 48位                                   | 48位                                   |
| 速報では80位以内であったものの最終結果が圏外となったメンバー |                                        |                                        |                                        |                                        |                                        |                                        |                                        |
| 81位 以下                                                    | 込山榛香                               | 4                                      | -                                      | 6,609票                                | 37位                                   | 圏外                                   | -                                      |
| 81位 以下                                                    | 岡田彩花                               | 4                                      | -                                      | 6,110票                                | 42位                                   | 圏外                                   | -                                      |
| 81位 以下                                                    | 沖田彩華                               | M                                      | -                                      | 5,860票                                | 44位                                   | 圏外                                   | -                                      |
| 81位 以下                                                    | 秋吉優花                               | H                                      | -                                      | 5,467票                                | 47位                                   | 圏外                                   | -                                      |
| 81位 以下                                                    | 日高優月                               | KII                                    | -                                      | 5,414票                                | 49位                                   | 圏外                                   | -                                      |
| 81位 以下                                                    | 下野由貴                               | KIV                                    | -                                      | 5,005票                                | 52位                                   | 圏外                                   | -                                      |
| 81位 以下                                                    | 冨吉明日香                             | KIV                                    | -                                      | 4,915票                                | 55位                                   | 圏外                                   | -                                      |
| 81位 以下                                                    | 小嶋菜月                               | A                                      | -                                      | 4,908票                                | 56位                                   | 圏外                                   | -                                      |
| 81位 以下                                                    | 岩田華怜                               | A                                      | -                                      | 4,843票                                | 59位                                   | 圏外                                   | -                                      |
| 81位 以下                                                    | 江籠裕奈                               | KII                                    | -                                      | 4,355票                                | 66位                                   | 圏外                                   | -                                      |
| 81位 以下                                                    | 駒田京伽                               | H                                      | -                                      | 4,265票                                | 67位                                   | 圏外                                   | -                                      |
| 81位 以下                                                    | 酒井萌衣                               | E                                      | -                                      | 4,218票                                | 70位                                   | 圏外                                   | -                                      |
| 81位 以下                                                    | 大島涼花                               | B                                      | -                                      | 4,126票                                | 71位                                   | 80位                                   | 80位                                   |
| 81位 以下                                                    | 後藤泉                                 | KIV                                    | -                                      | 3,942票                                | 74位                                   | 圏外                                   | -                                      |
| 81位 以下                                                    | 福岡聖菜                               | B                                      | -                                      | 3,845票                                | 77位                                   | 圏外                                   | -                                      |
| 81位 以下                                                    | 竹内彩姫                               | KII                                    | -                                      | 3,836票                                | 78位                                   | 圏外                                   | -                                      |
| 81位 以下                                                    | 宮崎美穂                               | A                                      | -                                      | 3,640票                                | 79位                                   | 78位                                   | 18位                                   |
| 81位 以下                                                    | 大家志津香                             | A                                      | -                                      | 3,635票                                | 80位                                   | 圏外                                   | 29位                                   |

### グループ別議席数
| 順位 | グループ | 議席数 | 前回   | 前回   |
| 順位 | グループ | 議席数 | 議席数 | 順位   |
| ---- | -------- | ------ | ------ | ------ |
| 1位  | SKE48    | 26     | 22     | 2位    |
| 2位  | AKB48    | 23     | 31     | 1位    |
| 3位  | HKT48    | 15     | 13     | 3位    |
| 4位  | NMB48    | 14     | 12     | 4位    |
| 5位  | SNH48    | 1      | 1      | 5位    |
| 5位  | NGT48    | 1      | 結成前 | 結成前 |

## 公式関連出版物
- 『AKB48総選挙公式ガイドブック 2015』 講談社MOOK、著者: AKB48グループ、2015年5月13日、ISBN 978-4063898903。
- 『AKB48総選挙！水着サプライズ発表2015』 集英社 、2015年8月、ISBN 978-4081022007。

## DVD・Blu-ray
| リリース日   | タイトル                                                                              | レーベル | 商品コード                                                                              | 販売形態 |
| ------------ | ------------------------------------------------------------------------------------- | -------- | --------------------------------------------------------------------------------------- | --- |
| 2015年9月9日 | AKB48 41stシングル 選抜総選挙〜順位予想不可能、大荒れの一夜〜& 後夜祭〜あとのまつり〜 | AKS      | AKB-D2310 AKB-D2311 AKB-D2312 AKB-D2313 ASIN B01LX254Z5 ASIN B01LWQI2UJ ASIN B01LXPM6EZ | スペシャルDVD BOX スペシャルBlu-ray BOX BEST SELECTION（DVD） BEST SELECTION（Blu-ray） [第1部]（Amazonビデオ） [第2部]（Amazonビデオ） 後夜祭（Amazonビデオ） |